# Alexander Newski (Film)
Alexander Newski ist ein sowjetischer Historienfilm des Regisseurs Sergei Eisenstein aus dem Jahr 1938, in dessen Mittelpunkt der russische Nationalheld Alexander Jaroslawitsch Newski steht.

## Handlung

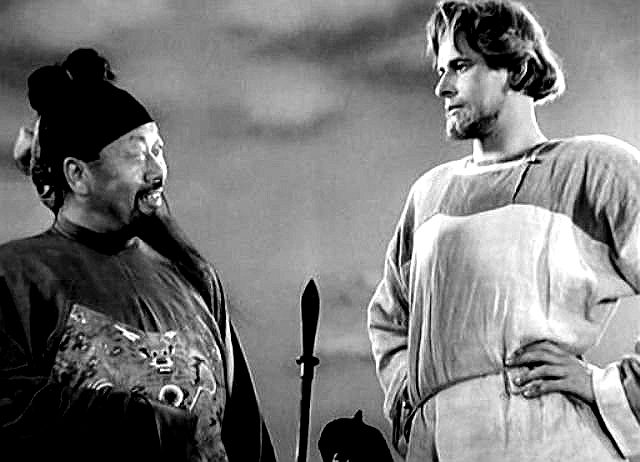
Alexander Newski im Gespräch mit einem mongolischen Gesandten der Goldenen Horde

Russland im Jahr 1242: Teile des Landes sind von Mongolen besetzt, und aus dem Westen nähert sich Nowgorod eine weitere Bedrohung. Eine Streitmacht des Deutschen Ordens und des mit ihm vereinigten Schwertbrüderordens hat bereits die strategisch wichtige Stadt Pskow eingenommen, in der die Invasoren mit äußerster Brutalität regieren. Nun schlägt die Stunde für den Nowgoroder Fürsten Alexander Jaroslawitsch Newski. Zunächst gelingt es ihm, den Kampfeswillen und das Zusammengehörigkeitsgefühl seiner Landsleute zu stärken und Siegeszuversicht zu verbreiten. Entscheidende Bedeutung hat schließlich die Schlacht auf dem Peipussee. Unter der Führung Newskis werden die Truppen der Ordensritter auf den zugefrorenen See gelockt und dann dort vernichtend geschlagen. Newski wird zum Schluss des Films begeistert gefeiert.

## Hintergrund und Bedeutung

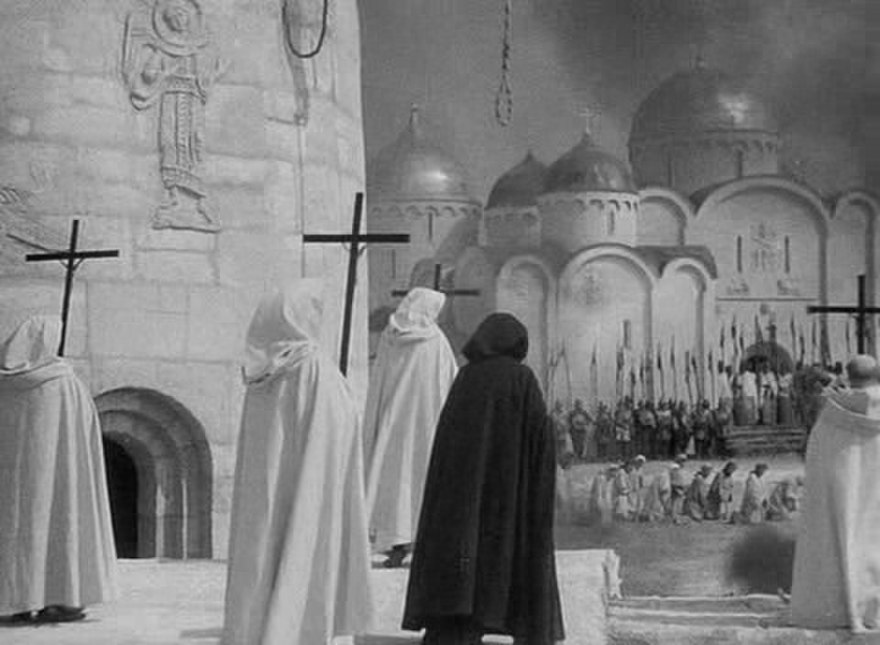
Kreuzritter des Deutschen Ordens haben bereits Pskow erobert

Alexander Newski stellt einen Meilenstein in Sergei Eisensteins Werk dar. Er hatte 1929 die Sowjetunion verlassen um sich in Hollywood an verschiedenen Projekten zu versuchen, von denen aber keines verwirklicht wurde. Da das Studiosystem und Eisensteins Arbeitsweise nicht miteinander harmonierten, verließ er resigniert die Vereinigten Staaten und verpflichtete sich für ein Filmprojekt in Mexiko. Sein Film Que Viva Mexico blieb unvollendet und erschien später in einer verstümmelten Version. Eisenstein erholte sich nie von dem Debakel. Er kehrte 1933 in die Sowjetunion zurück, begann aber erst nach zweijähriger Pause wieder mit der Arbeit an einem neuen Film. Die Arbeiten an diesem Film, Die Beshin-Wiese, wurden aber nach kreativen Differenzen mit Boris Schumjazki, dem Generaldirektor der Hauptverwaltung Film, abgebrochen. Der Auftrag, Alexander Newski zu drehen, rettete Eisensteins Karriere. Der Film wurde sein erster längerer Tonfilm und der erste unter der Kontrolle von Eisenstein vollendete Film seit 1930.
Filmgeschichtliche Bedeutung besitzt Alexander Newski darüber hinaus wegen der von Sergei Prokofjew komponierten Filmmusik. Dies auch deshalb, weil sich die künstlerische Zusammenarbeit zwischen Eisenstein und Prokofjew nicht darauf beschränkte, den Komponisten Musik zum bereits geschnittenen Film liefern zu lassen. Vielmehr sind die Bilder teilweise – zum Beispiel die an ein Ballett erinnernden Szenen der entscheidenden Schlacht auf dem Eis – auf die Musik geschnitten worden. Eine für damalige Verhältnisse revolutionäre Vorgehensweise. Auf der Grundlage seiner Filmmusik entstand später Prokofjews Kantate Alexander Newski op. 78.
Wie andere Werke des sowjetischen Filmschaffens in den 30er und 40er Jahren ist auch Alexander Newski im Zusammenhang mit den politischen Verhältnissen der Sowjetunion zu sehen. Dies gilt insbesondere für das Verhältnis zum Dritten Reich. 
Der Film hatte die patriotische Botschaft der Bildung einer nationalen Einheit gegen eine ausländische Invasion. Eisenstein erklärte: „Wir möchten, dass unser Film das Volk in dem Kampf gegen den Faschismus mobilisiert“. Ursprünglich sollte der Film mit einem Zitat aus Mein Kampf beginnen, in dem Hitler das Andenken an den Deutschen Orden nutzte, um den Drang nach Osten zu propagieren. Parallel zum Filmstart lief eine massive PR-Kampagne zum geschichtlichen Hintergrund.
Absicht war es ferner, mit diesem Film eine Abneigung gegenüber dem damaligen deutschen Staat zu schüren: Dementsprechend ist beim Kostümbild die Charakterisierung der gegnerischen Ordensritter ausgefallen, die vor keiner Gräueltat zurückschrecken. Angedeutete Hakenkreuze an der Mitra des Bischofs sowie an deutsche Stahlhelme erinnernde Helme der Fußknechte tragen zur antideutschen Grundhaltung bei. Als Helmzier eines Topfhelmes wird unter anderem auch die zum Hitlergruß ausgestreckte Hand verwendet, die in einer Kampfszene symbolträchtig mit dem erschlagenen Deutschordensritter zu Boden stürzt.
Welche große propagandistische Bedeutung Alexander Newski seitens der sowjetischen Staatsführung zugedacht worden ist, wird schon allein dadurch deutlich, dass Sergei Eisenstein, der zuvor mit Panzerkreuzer Potemkin (1925) zu einem auch international hoch geachteten Filmkünstler aufgestiegen war, auf Wunsch des Diktators Josef Stalin mit der Regie dieses Films beauftragt worden war. Eisenstein nutzte diesen Film dann auch dafür, sein leicht beschädigtes politisches Image, das zur Beistellung von Dmitri Wassiljew als Co-Regisseur geführt hatte, aufzupolieren. Wie gut ihm dies gelungen ist, belegt zum einen Stalins Äußerung, Eisenstein habe sich durch sein Werk auch als „im Grunde guter Bolschewik“ erwiesen, zum anderen der Lenin-Orden, der ihm in Würdigung seiner Arbeit an Alexander Newski vom Obersten Sowjet verliehen worden ist.
Neun Monate nach der Premiere im Bolschoi-Theater am 23. November 1938 schloss die Sowjetunion mit Hitler-Deutschland am 23. August 1939 den Hitler-Stalin-Pakt. Der Film Alexander Newski durfte fortan nicht länger in der Sowjetunion vorgeführt werden und Eisenstein wurde am Bolschoi-Theater mit der Inszenierung der Oper Die Walküre von Hitlers Lieblingskomponist Richard Wagner beschäftigt. Nach dem deutschen Überfall auf die Sowjetunion im Juni 1941 ordnete Stalin an, den Film in jedem sowjetischen Kino zu zeigen. Als Beitrag zur Motivation der gegen die deutsche Wehrmacht kämpfenden Truppen der Roten Armee wurde er auch in Frontvorführungen gezeigt.
In der frühen Bundesrepublik Deutschland verbot der Interministerielle Ausschuß für Ost-West-Filmfragen die öffentliche Aufführung von Alexander Newski. Lediglich eine um ein Drittel gekürzte Variante, welche die Aussage des Films ins Gegenteil verkehrte, wurde genehmigt.
Im Laufe der Jahre hatte die Wiedergabequalität des Originalmaterials so deutlich abgenommen, dass auf dieser Grundlage keine zuverlässige Rekonstruktion der Filmmusik Prokofjews mehr möglich war. Dies änderte sich erst, nachdem im Jahr 2003 die Originalpartitur wieder aufgetaucht war. Dem deutschen Dirigenten Frank Strobel gelang daraufhin die Rekonstruktion, die anschließend im Berliner Konzerthaus am Gendarmenmarkt sowie im Moskauer Bolschoi-Theater zu hören war.